# Vorstellwagen

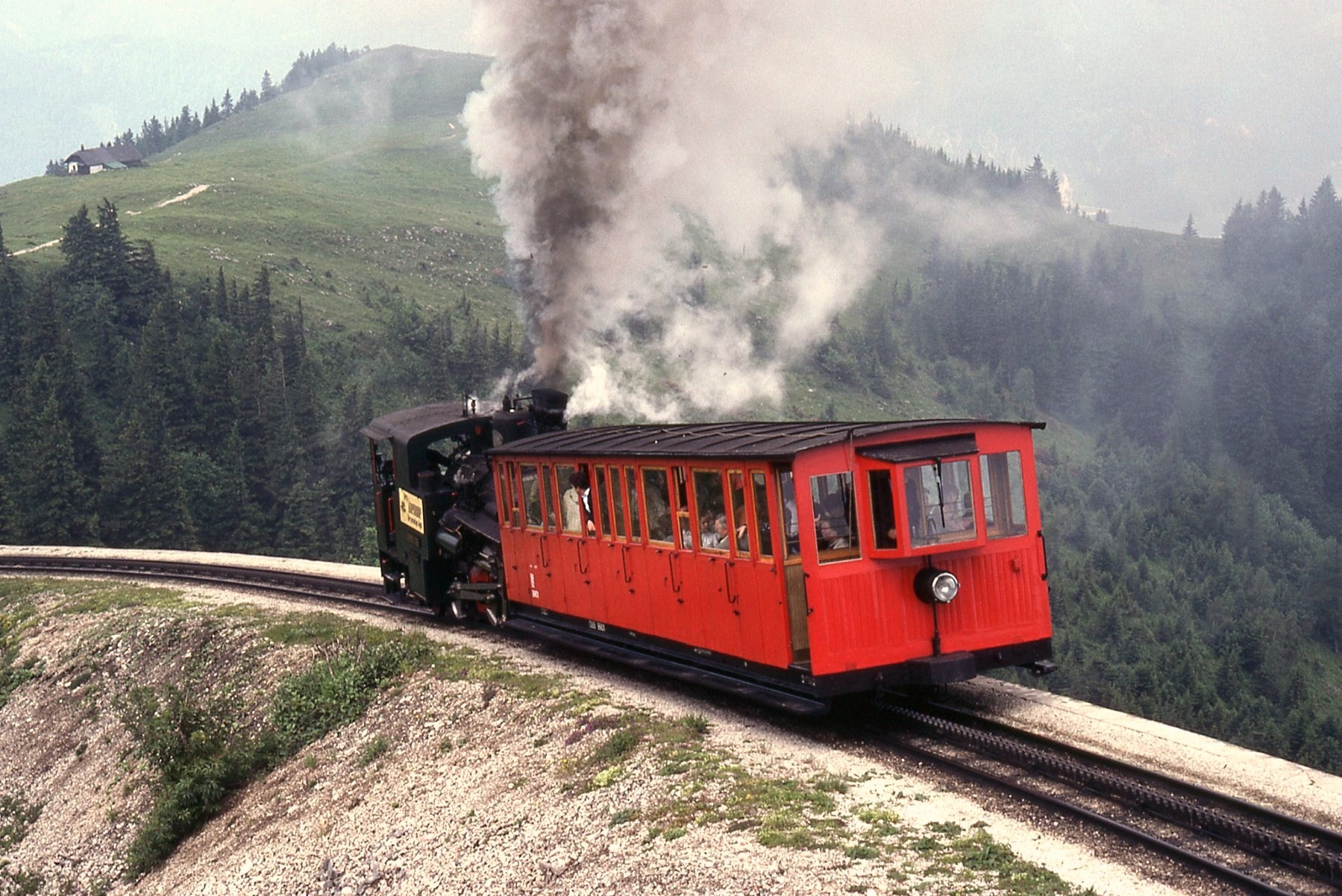
Zug der Schafbergbahn mit einer Zahnradlokomotive und Vorstellwagen, vorne mit einem Bremser besetzt

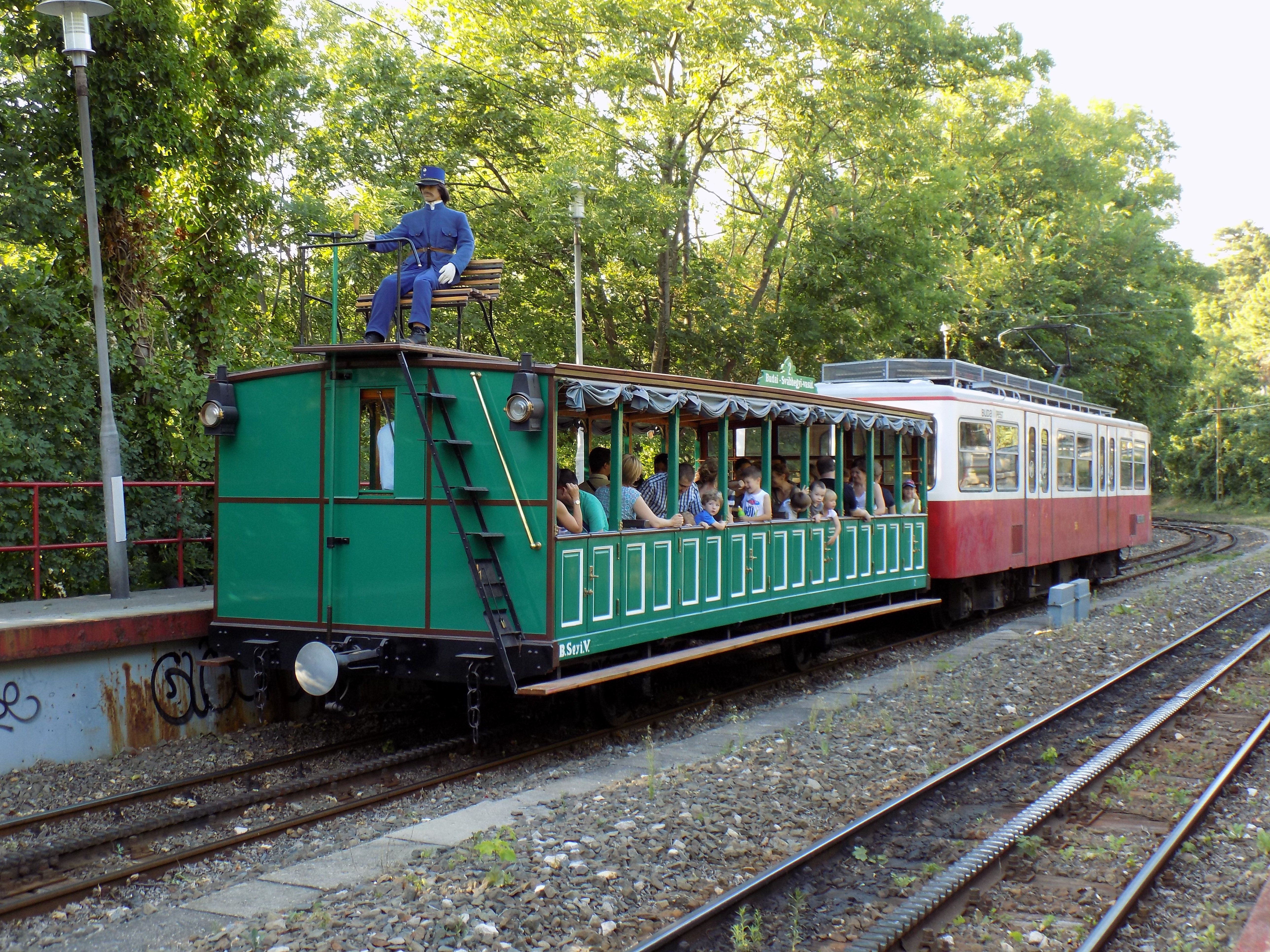
Zug der Budapester Schwabenbergbahn mit erhöhtem Bremserstand aus Zeiten des Dampfbetriebs, heute mit einer Puppe besetzt

Ein Vorstellwagen ist ein Eisenbahnwagen, der auf Zahnradbahnen oder Steilstrecken bergseits aller Triebfahrzeuge eingereiht ist. Er wird vor allem bei Bahnen verwendet, bei denen die Triebfahrzeuge aus Sicherheitsgründen auf der Talseite laufen müssen und die keine Wendezüge einsetzen. Aufgrund dieser Wagenreihung werden Vorstellwagen bei Bergfahrten geschoben. Bei durchgehend ansteigenden Strecken und kurzen Rahmenlokomotiven als Triebfahrzeug werden bei Zahnradbahnen die Vorstellwagen aus Sicherheitsgründen nicht mit dem Triebfahrzeug gekuppelt. Beim Betrieb mit entkuppelten Wagen muss z. B. mit einer Klinkenbremse dafür gesorgt werden, dass diese bei einer Zugtrennung nicht auf das Triebfahrzeug zurückrollen.
Ebenfalls als Vorstellwagen bezeichnet man bei Standseilbahnen Wagen, die selbst nicht mit dem Zugseil verbunden sind und bergseitig vor dem eigentlichen Seilbahnwagen laufen. Das können ein- oder zweiachsige Loren für Gepäck- oder Gütertransport sein, aber auch Schneeräumungsfahrzeuge. Dabei kann ein Vorstellwagen bei Bahnen mit Abtschen Weichen nur mit einem bestimmten Seilbahnwagen verwendet werden. Anstelle von Vorstellwagen sind heute oft auf der Talseite angehängte Wagen in Gebrauch, z. B. bei der Braunwaldbahn.
Weil bei Bergfahrten mit Vorstellwagen der Triebfahrzeugführer in der Regel keine Sicht auf die Strecke hat, ist der erste Wagen mit einem speziellen Arbeitsplatz für den Bremser, dem sogenannten „Pilotenstand“, ausgestattet. Der Streckenbeobachter im Pilotenstand führt den Zug indirekt. Er beobachtet die Signale und den Fahrweg und kann im Gefahrenfall die Notbremse betätigen. Zur Kommunikation zwischen dem Personal an der Spitze des Zuges und dem Triebfahrzeugführer wurde teilweise eine Klingelanlage mit entsprechenden Zeichen genutzt. Vorstellwagen müssen auch mit Signallichtern ausgestattet sein und bei Bedarf akustische Warnsignale (Makrofon, Läutwerk) von sich geben können.
Zu unterscheiden sind Vorstellwagen von Steuerwagen. Diese verfügen über einen Führerstand, direkte Wendezugsteuerung, eine Geschwindigkeitsanzeige und müssen auch bei Bergfahrt dauernd mit dem Zug gekuppelt sein. Im Gegensatz zu Steuerwagen müssen Vorstellwagen nicht mit der Automatischen Bremse ausgestattet sein.
Bei einigen Zahnradbahnen kann sich der Lokomotivführer mit der Funkfernsteuerung an der Zugspitze auf dem Vorstellwagen postieren und den Zug von dort aus direkt führen. Funkfernsteuerung ist nur bei Bergfahrt möglich. So ausgerüstet sind bislang vier Triebfahrzeuge: der BDeh 3/6 25 der Rorschach-Heiden-Bergbahn, die He 2/2 31–32 der Wengernalpbahn sowie die He 4/4 19 der Bayerischen Zugspitzbahn.

## Galerie

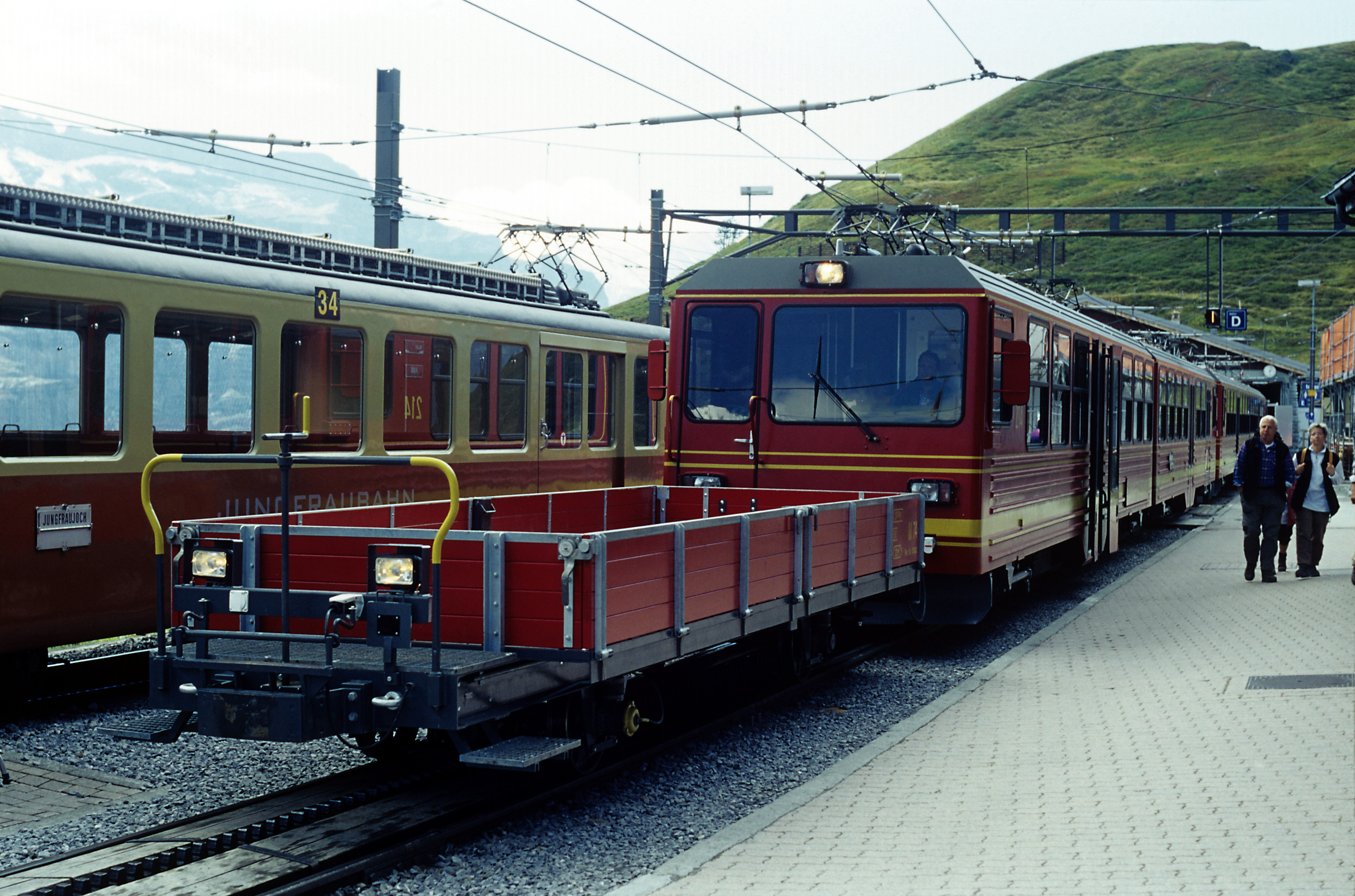
Der vorgestellte Niederbordwagen der Jungfraubahn behindert die Streckensicht des Triebfahrzeugführers nicht
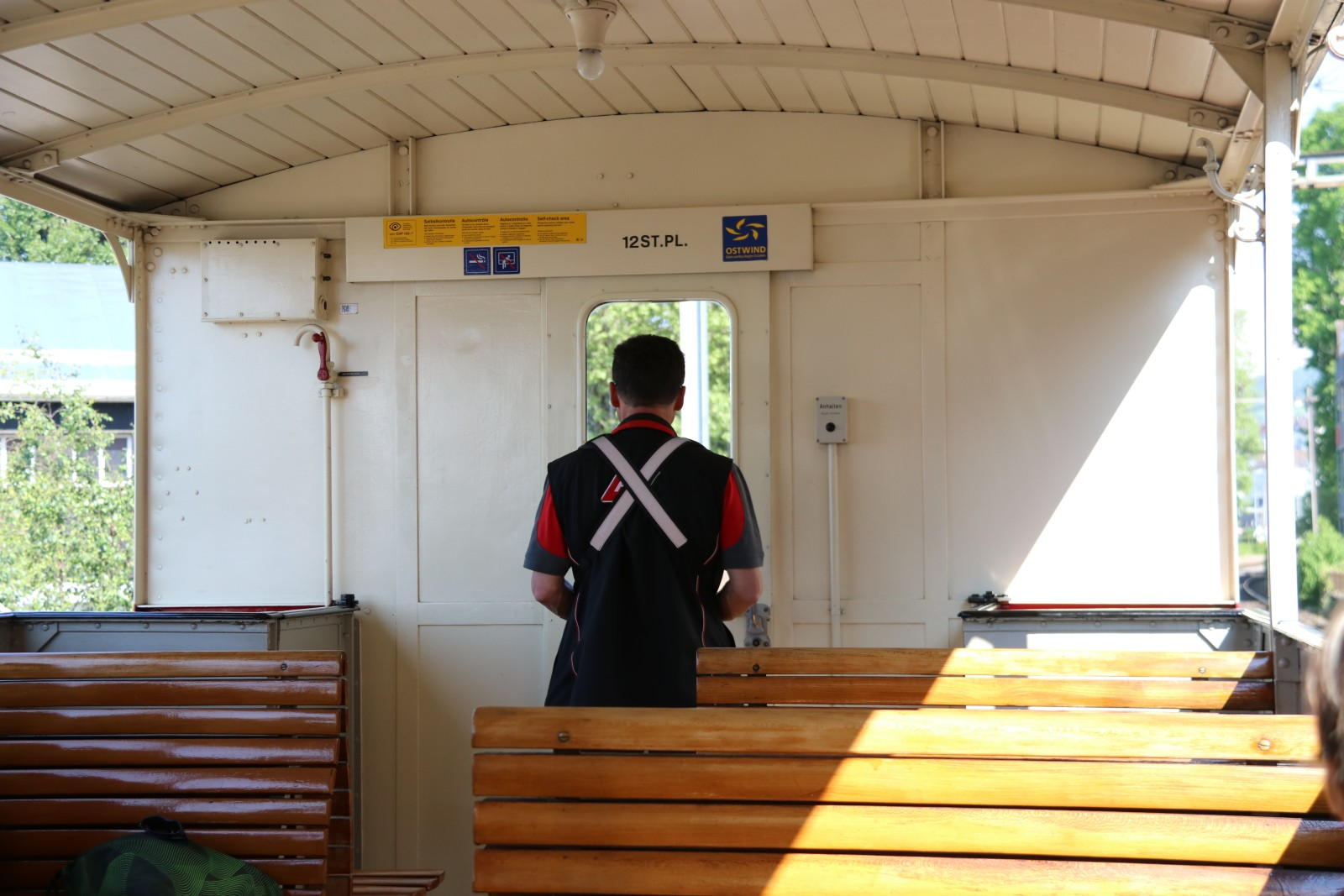
Direkte Zugführung mittels Funkfernsteuerung im Vorstellwagen B3 von 1875 der Appenzeller Bahnen auf der Strecke Rorschach–Heiden
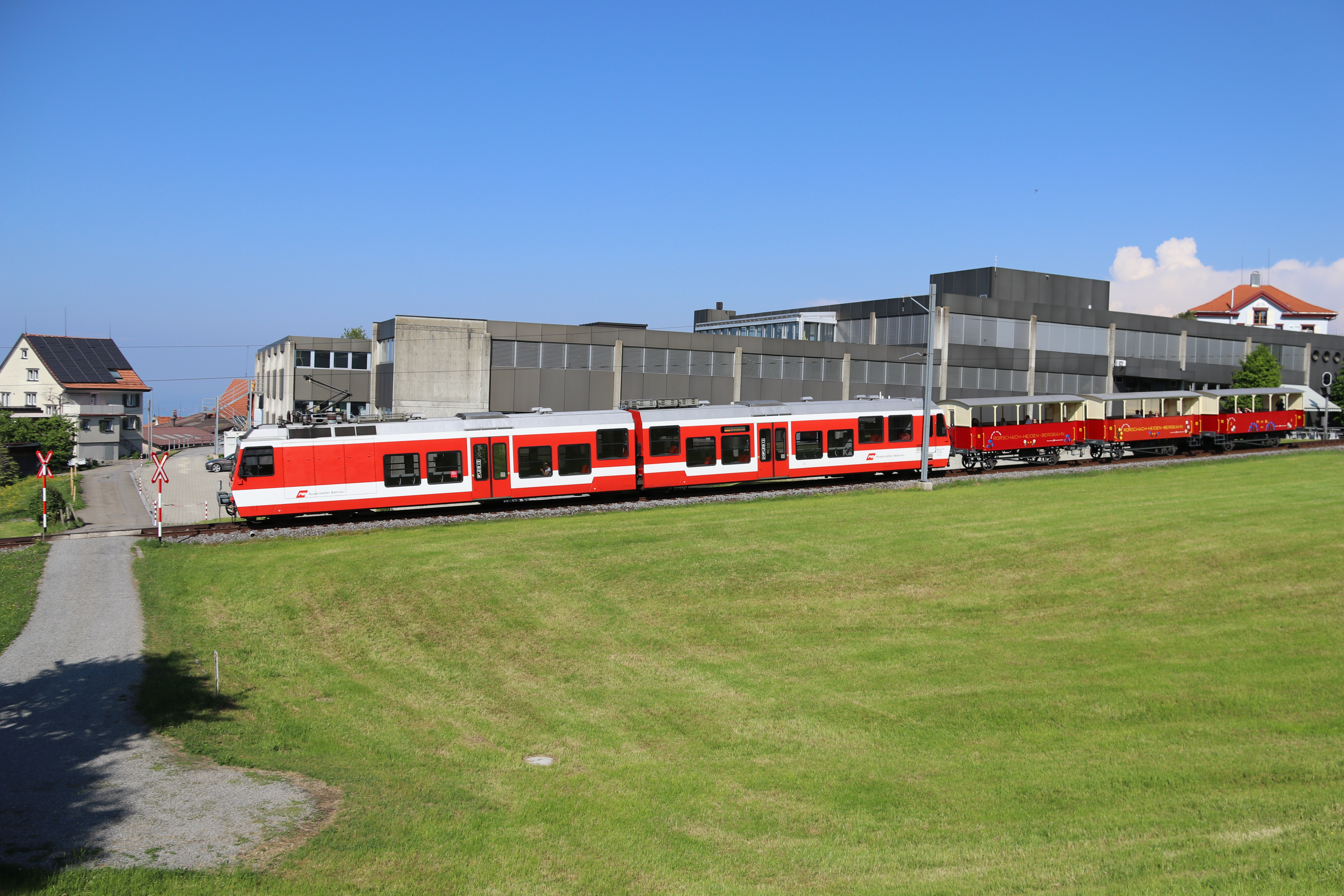
BDeh 3/6 25 der Bergbahn Rorschach–Heiden mit drei Vorstellwagen unterhalb der Endstation Heiden
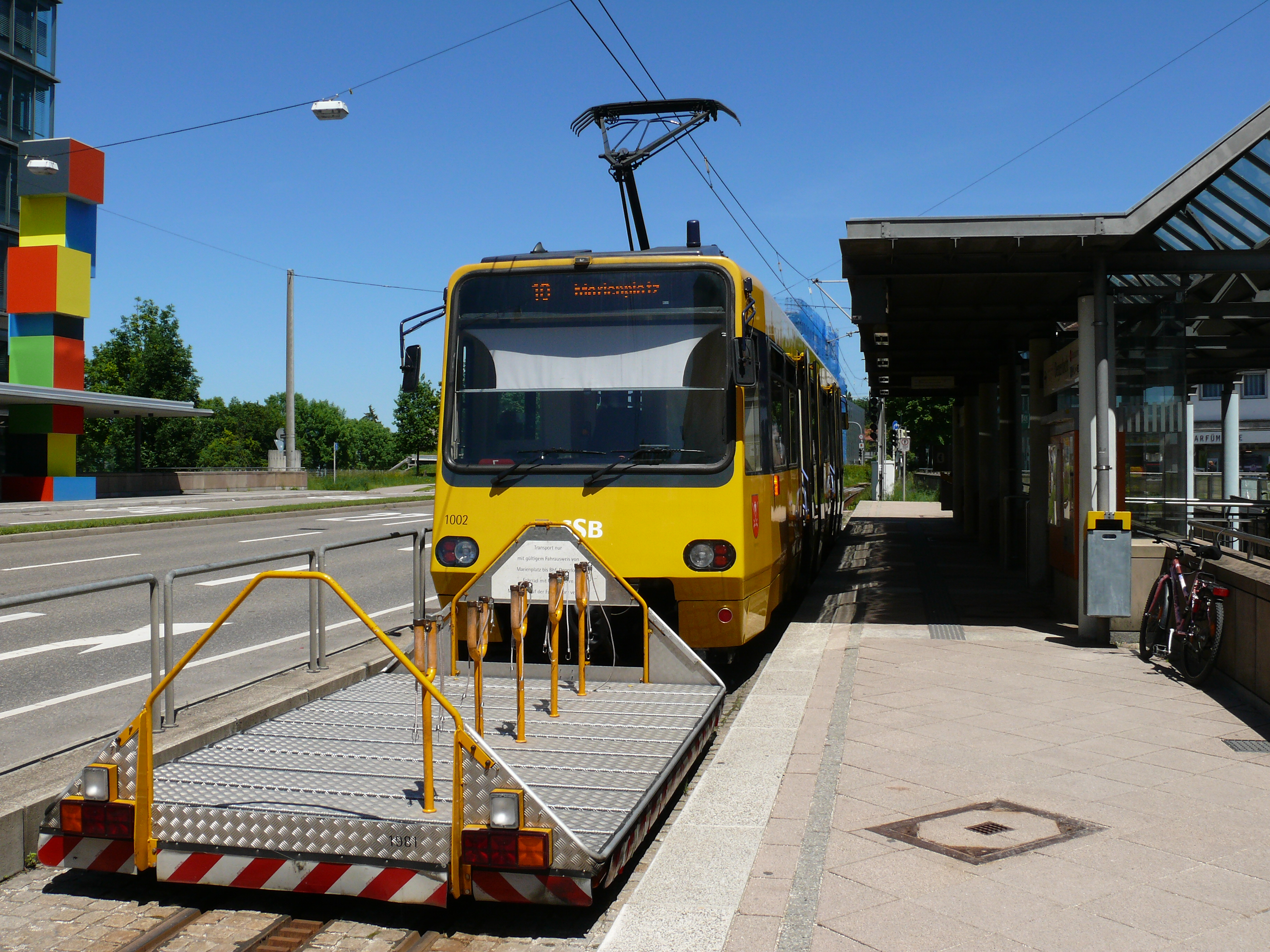
Vorstellwagen für die Fahrradbeförderung bei der Zahnradbahn Stuttgart
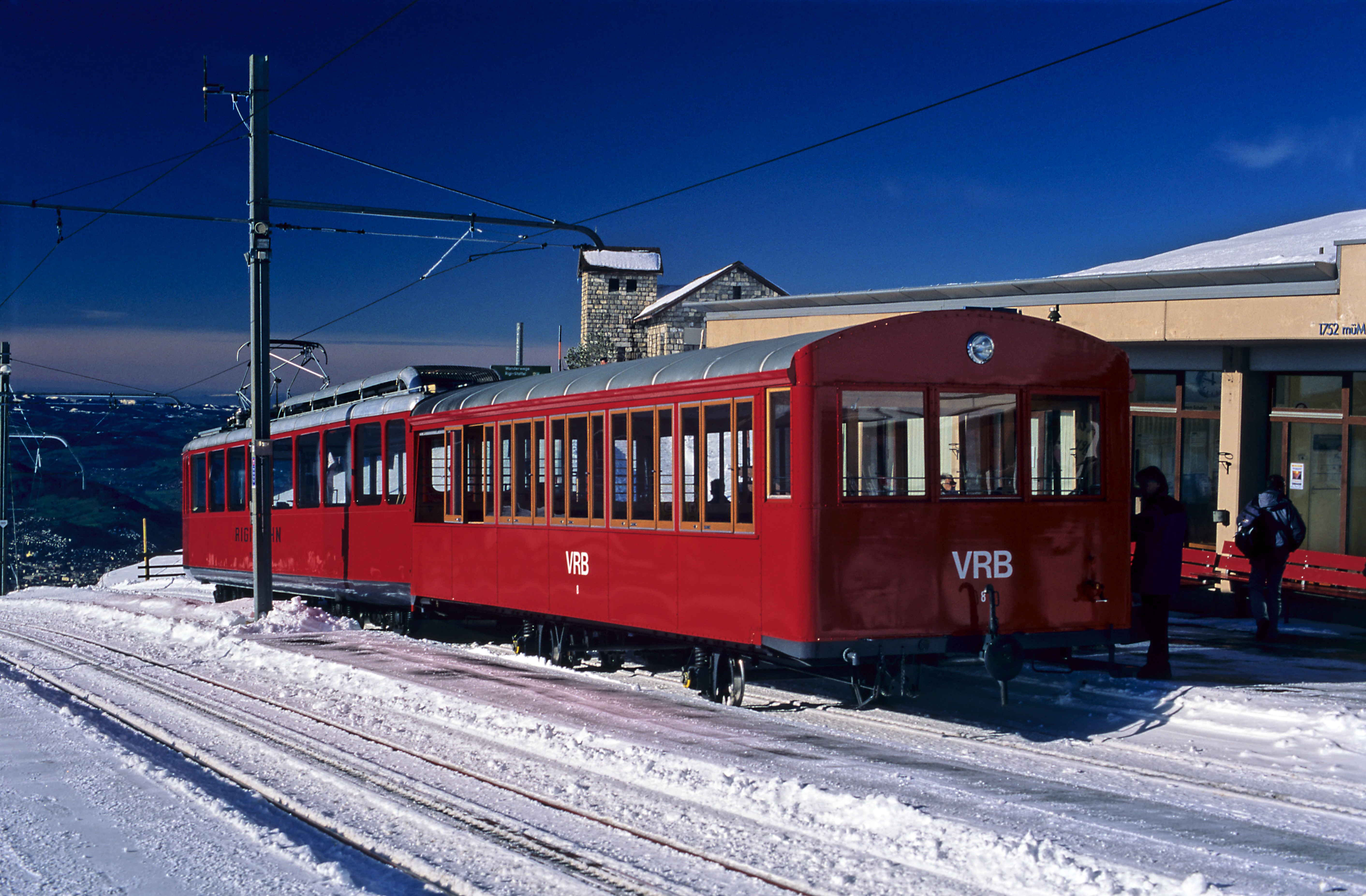
Vorstellwagen 8 der Vitznau-Rigi-Bahn (Rigi Kulm)